# Volcan de Tauro
Die Volcan de Tauro war eine 2000 in Dienst gestellte Schnellfähre der spanischen Reederei Naviera Armas. Ab 2003 stand das Schiff unter dem Namen Al-Sabini für Balearia im Einsatz, ehe es wegen technischer Mängel 2004 an seine Bauwerft zurückgegeben wurde und erst 2012 in Südkorea wieder in Fahrt kam. Am 30. September 2016 sank es unter dem Namen Mykonos Jet auf einer Überführungsfahrt nach Griechenland vor der Küste von Zhoushan.

## Geschichte
Die Volcan de Tauro entstand unter der Baunummer 274 bei Rodriguez Cantieri Navali in Pietra Ligure und wurde am 22. April 2000 an Naviera Armas abgeliefert. Im Mai 2000 nahm das Schiff den Fährdienst zwischen Las Palmas de Gran Canaria und Teneriffa auf.
Nach zwei Jahren im Dienst für Naviera Armas wurde die Volcan de Tauro 2002 in Cádiz aufgelegt. Im März 2003 ging das Schiff unter dem Namen Al-Sabini an die spanische Reederei Balearia und stand ab April 2003 auf der Strecke zwischen Dénia, Ibiza und Palma im Einsatz. Am 4. Dezember 2004 gab Balearia das Schiff an seinen Erbauer Rodriguez Cantieri Navali zurück, da es laut ihrer Meinung Konstruktionsfehler besaß, die mehrfach zu technischen Problemen führten.
Nach Liegezeiten in Cartagena und Cádiz ging die Al-Sabini im Mai 2006 in den Besitz von Caterpillar, welche die Maschinenanlage des Schiffes gebaut hatten. Im Oktober 2006 wurde es für einen Werftaufenthalt nach Genua überführt und nach St. Vincent und die Grenadinen umgeflaggt. Im Dezember 2007 ging die Al-Sabini nach Toulon, wo sie weiterhin auflag. Seit April 2010 lag das Schiff im Hafen von Marseille.
Erst im Dezember 2011 fand sich mit der südkoreanischen Reederei Sea World Express Ferry ein neuer Betreiber für die mittlerweile seit sieben Jahren aufliegende Al-Sabini. Noch im selben Monat wurde das Schiff nach Mokpo überführt und im Mai 2012 unter dem Namen Queen Star zwischen Mokpo und Jeju-si in Dienst gestellt.
Nach vier Jahren im Dienst ging die Queen Star im September 2016 als Mykonos Jet an die in Zypern ansässige Reederei Seajets, die mehrere Schnellfähren in Griechenland betreibt. Bei seiner Überführungsfahrt musste das Schiff von dem Schlepper Symphony 14 gezogen werden, da es kurz vor der geplanten Abfahrt nach Europa einen Maschinenschaden erlitten hatte. Am 29. September begann die Mykonos Jet aus unbekannter Ursache mit dem Heck voran zu sinken, weshalb der Schlepper die Verbindung zum Schiff trennen musste. Einen Tag später sank die Mykonos Jet vor der Küste von Zhoushan.